# Райський Птах (сузір'я)

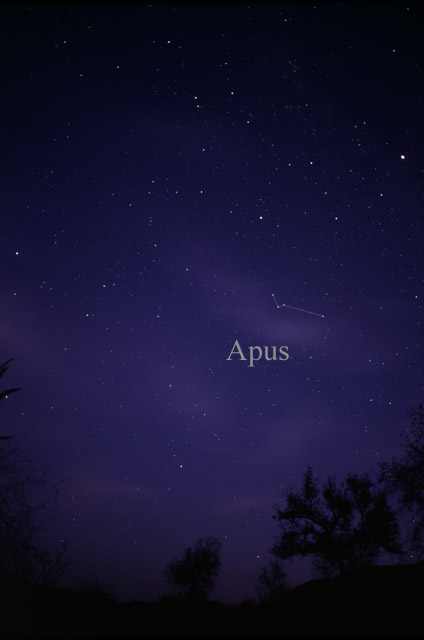
Райський Птах неозброєним оком.

Ра́йський Птах (лат. Apus)— навколополярне сузір'я південної півкулі неба. Містить 20 зірок, видимих неозброєним оком. З території України не видно.
Нове сузір'я. Запропоноване Петером Планціусом на глобусі 1598 року, згодом у 1603 скопійоване Йогауном Байєром у його атлас «Уранометрія».
Райський Птах має декілька помітних астрономічних об'єктів. Серед них NGC 6101 і IC 4499, а також унікальна галактична струкутра IC 4633.